# Nordamerikanska mästerskapet i volleyboll för damer 1997
Nordamerikanska mästerskapet 1997 i volleyboll för damer hölls 12 till 18 september 1997 i Caguas, Puerto Rico. Det var den femtonde upplagan av turneringen och åtta landslag från NORCECA:s medlemsförbund deltog. Kuba vann tävlingen för elfte gången (sjunde i rad) genom att besegra USA i finalen.

## Deltagande lag
| Lag                     | Deltog senast                |
| ----------------------- | ---------------------------- |
| Kanada                  | Dominikanska republiken 1995 |
| Costa Rica              | Puerto Rico 1989             |
| Kuba                    | Dominikanska republiken 1995 |
| Mexiko                  | Dominikanska republiken 1995 |
| Puerto Rico             | Dominikanska republiken 1995 |
| Dominikanska republiken | Dominikanska republiken 1995 |
| USA                     | Dominikanska republiken 1995 |
| Trinidad och Tobago     | Debut                        |

## Grupper
| Grupp A                                                              | Grupp B                          |
| -------------------------------------------------------------------- | -------------------------------- |
| Kanada · Puerto Rico · Dominikanska republiken · Trinidad och Tobago | Costa Rica · Kuba · Mexiko · USA |

## Första rundan

### Grupp A

#### Resultat
| Datum    | Mellan                                        | Resultat | Set | Set | Set | Set | Set | Poäng totalt | Speltid | Åskådare |
| Datum    | Mellan                                        | Resultat | 1   | 2   | 3   | 4   | 5   | Poäng totalt | Speltid | Åskådare |
| -------- | --------------------------------------------- | -------- | --- | --- | --- | --- | --- | ------------ | ------- | -------- |
| 12-09-97 | Dominikanska republiken - Kanada              | 3 - 0    |     |     |     |     |     | -            | -       | -        |
| 12-09-97 | Dominikanska republiken - Puerto Rico         | 3 - 0    |     |     |     |     |     | -            | -       | -        |
| 13-09-97 | Dominikanska republiken - Trinidad och Tobago | 3 - 0    |     |     |     |     |     | -            | -       | -        |
| 13-09-97 | Kanada - Puerto Rico                          | 3 - 0    |     |     |     |     |     | -            | -       | -        |
| 14-09-97 | Kanada - Trinidad och Tobago                  | 3 - 0    |     |     |     |     |     | -            | -       | -        |
| 14-09-97 | Puerto Rico - Trinidad och Tobago             | 3 - 0    |     |     |     |     |     | -            | -       | -        |

#### Sluttabell
| Pos | Landslag                | Poäng | Matcher | Matcher | Matcher   | Set   | Set       | Kvot  | Poäng | Poäng     | Kvot |
| Pos | Landslag                | Poäng | Spelade | Vunna   | Förlorade | Vunna | Förlorade | Kvot  | Vunna | Förlorade | Kvot |
| --- | ----------------------- | ----- | ------- | ------- | --------- | ----- | --------- | ----- | ----- | --------- | ---- |
| 1   | Dominikanska republiken | 6     | 3       | 3       | 0         | 9     | 0         | MAX   | -     | -         | -    |
| 2   | Kanada                  | 5     | 3       | 2       | 1         | 6     | 3         | 2.000 | -     | -         | -    |
| 3   | Puerto Rico             | 4     | 3       | 1       | 2         | 3     | 6         | 0.500 | -     | -         | -    |
| 4   | Trinidad och Tobago     | 3     | 3       | 0       | 3         | 0     | 9         | 0.000 | -     | -         | -    |

      Kvalificerade för semifinal.
      Kvalificerade för kvartsfinal.

### Grupp B

#### Resultat
| Datum    | Mellan              | Resultat | Set  | Set  | Set  | Set | Set | Poäng totalt | Speltid | Åskådare |
| Datum    | Mellan              | Resultat | 1    | 2    | 3    | 4   | 5   | Poäng totalt | Speltid | Åskådare |
| -------- | ------------------- | -------- | ---- | ---- | ---- | --- | --- | ------------ | ------- | -------- |
| 12-09-97 | USA - Mexiko        | 3 - 0    | 15:5 | 15:3 | 15:4 |     |     | 45 - 12      | -       | -        |
| 12-09-97 | Kuba - Costa Rica   | 3 - 0    | 15:3 | 15:0 | 15:0 |     |     | 45 - 3       | -       | -        |
| 13-09-97 | USA - Costa Rica    | 3 - 0    | 15:3 | 15:0 | 15:0 |     |     | 45 - 3       | -       | -        |
| 13-09-97 | Kuba - Mexiko       | 3 - 0    |      |      |      |     |     | -            | -       | -        |
| 14-09-97 | Mexiko - Costa Rica | 3 - 0    |      |      |      |     |     | -            | -       | -        |
| 14-09-97 | Kuba - USA          | 3 - 0    | 15:9 | 15:6 | 15:8 |     |     | 45 - 23      | -       | -        |

#### Sluttabell
| Pos | Landslag   | Poäng | Matcher | Matcher | Matcher   | Set   | Set       | Kvot  | Poäng | Poäng     | Kvot |
| Pos | Landslag   | Poäng | Spelade | Vunna   | Förlorade | Vunna | Förlorade | Kvot  | Vunna | Förlorade | Kvot |
| --- | ---------- | ----- | ------- | ------- | --------- | ----- | --------- | ----- | ----- | --------- | ---- |
| 1   | Kuba       | 6     | 3       | 3       | 0         | 9     | 0         | MAX   | -     | -         | -    |
| 2   | USA        | 5     | 3       | 2       | 1         | 6     | 3         | 2.000 | -     | -         | -    |
| 3   | Mexiko     | 4     | 3       | 1       | 2         | 3     | 6         | 0.500 | -     | -         | -    |
| 4   | Costa Rica | 3     | 3       | 0       | 3         | 0     | 9         | 0.000 | -     | -         | -    |

      Kvalificerade för semifinal.
      Kvalificerade för kvartsfinal.

## Slutspelsfasen

### Spelschema
|  | Kvartsfinaler | Kvartsfinaler | Kvartsfinaler           |                         |   | Semifinaler | Semifinaler         | Semifinaler         |                         |                         | Final | Final | Final |  |
|  |               |               |                         |                         |   |             |                     |                     |                         |                         |       |       |       |  |
|  | USA           | USA           | 3                       |                         |   |             |                     |                     |                         |                         |       |       |       |  |
|  | USA           | USA           | 3                       |                         |   |             |                     |                     |                         |                         |       |       |       |  |
|  | Puerto Rico   |               |                         |                         |   |             |                     |                     |                         |                         |       |       |       |  |
|  |               | USA           | USA                     | 3                       |   |             |                     |                     |                         |                         |       |       |       |  |
|  |               |               |                         | 3                       |   |             |                     |                     |                         |                         |       |       |       |  |
|  |               |               | Dominikanska republiken | Dominikanska republiken | 1 |             |                     |                     |                         |                         |       |       |       |  |
|  |               |               |                         | Dominikanska republiken | 1 |             |                     |                     |                         |                         |       |       |       |  |
|  |               |               |                         |                         |   |             |                     |                     |                         |                         |       |       |       |  |
|  |               |               |                         |                         |   |             |                     |                     |                         |                         |       |       |       |  |
|  |               | USA           | USA                     | 1                       |   |             |                     |                     |                         |                         |       |       |       |  |
|  |               |               |                         |                         |   |             |                     |                     |                         |                         |       |       |       |  |
|  |               |               | Kuba                    | Kuba                    | 3 |             |                     |                     |                         |                         |       |       |       |  |
|  |               |               |                         | Kuba                    | 3 |             |                     |                     |                         |                         |       |       |       |  |
|  |               |               |                         |                         |   |             |                     |                     |                         |                         |       |       |       |  |
|  |               |               |                         |                         |   |             |                     |                     |                         |                         |       |       |       |  |
|  |               | Kuba          | Kuba                    | 3                       |   |             | Match om tredjepris | Match om tredjepris | Match om tredjepris     |                         |       |       |       |  |
|  |               |               |                         | 3                       |   |             |                     |                     |                         |                         |       |       |       |  |
|  |               |               | Kanada                  | Kanada                  | 0 |             |                     |                     |                         |                         |       |       |       |  |
|  | Kanada        | Kanada        | Kanada                  | Kanada                  | 0 | 3           |                     |                     | Dominikanska republiken | Dominikanska republiken | 3     |       |       |  |
|  | Kanada        | Kanada        |                         |                         |   |             |                     |                     | Dominikanska republiken | Dominikanska republiken | 3     |       |       |  |
|  | Mexiko        | Mexiko        | 0                       |                         |   | Kanada      | Kanada              |                     |                         |                         |       |       |       |  |

#### Resultat
| Datum    | Mellan                           | Resultat | Set   | Set   | Set   | Set  | Set | Poäng totalt | Speltid | Åskådare |
| Datum    | Mellan                           | Resultat | 1     | 2     | 3     | 4    | 5   | Poäng totalt | Speltid | Åskådare |
| -------- | -------------------------------- | -------- | ----- | ----- | ----- | ---- | --- | ------------ | ------- | -------- |
| 16-09-97 | USA - Puerto Rico                | 3 - ?    |       |       |       |      |     | -            | -       | -        |
| 16-09-97 | Kanada - Mexiko                  | 3 - 0    | 15:9  | 15:2  | 15:5  |      |     | 45 - 16      | -       | -        |
| 17-09-97 | USA - Dominikanska republiken    | 3 - 0    | 15:10 | 11:15 | 15:9  | 15:4 |     | 56 - 38      | -       | -        |
| 17-09-97 | Kuba - Kanada                    | 3 - 0    | 15:6  | 15:3  | 15:4  |      |     | 45 - 13      | -       | -        |
| 18-09-97 | Dominikanska republiken - Kanada | 3 - ?    |       |       |       |      |     | -            | -       | -        |
| 18-09-97 | Kuba - USA                       | 3 - 1    | 15:4  | 15:10 | 13:15 | 15:8 |     | 58 - 37      | -       | -        |

### Match om femteplats

#### Resultat
| Datum    | Mellan               | Resultat | Set  | Set  | Set   | Set   | Set   | Poäng totalt | Speltid | Åskådare |
| Datum    | Mellan               | Resultat | 1    | 2    | 3     | 4     | 5     | Poäng totalt | Speltid | Åskådare |
| -------- | -------------------- | -------- | ---- | ---- | ----- | ----- | ----- | ------------ | ------- | -------- |
| 18-09-97 | Puerto Rico - Mexiko | 3 - 2    | 15:5 | 9:15 | 14:16 | 16:14 | 17:15 | 71 - 65      | -       | -        |

### Match om sjundeplats

#### Resultat
| Datum    | Mellan                           | Resultat | Set | Set | Set | Set | Set | Poäng totalt | Speltid | Åskådare |
| Datum    | Mellan                           | Resultat | 1   | 2   | 3   | 4   | 5   | Poäng totalt | Speltid | Åskådare |
| -------- | -------------------------------- | -------- | --- | --- | --- | --- | --- | ------------ | ------- | -------- |
| 16-09-97 | Costa Rica - Trinidad och Tobago | 3 - ?    |     |     |     |     |     | -            | -       | -        |

## Slutplaceringar
| Pos. | Lag                     |
| ---- | ----------------------- |
|      | Kuba                    |
|      | USA                     |
|      | Dominikanska republiken |
| 4    | Kanada                  |
| 5    | Puerto Rico             |
| 6    | Mexiko                  |
| 7    | Costa Rica              |
| 8    | Trinidad och Tobago     |